# Torkofel
Torkofel är ett berg i Österrike.   Det ligger i distriktet Spittal an der Drau och förbundslandet Kärnten, i den centrala delen av landet, 300 km sydväst om huvudstaden Wien. Toppen på Torkofel är 2 276 meter över havet, eller 995 meter över den omgivande terrängen. Bredden vid basen är 10,7 km. Torkofel ingår i Jauken.
Terrängen runt Torkofel är huvudsakligen bergig. Runt Torkofel är det ganska glesbefolkat, med 24 invånare per kvadratkilometer.. Närmaste större samhälle är Irschen, 7,5 km nordväst om Torkofel. 
I omgivningarna runt Torkofel växer i huvudsak blandskog.